# Love Glove
Love Glove är en låt av det brittiska New romantic-bandet Visage, släppt som singel på Polydor Records i augusti 1984. Den skrevs av Steve Strange, Rusty Egan och Steve Barnacle. Den låg på englandslistan i tre veckor och nådde som bäst en femtiofjärde (54) placering.
Titelspåret finns med på Visage's album Beat Boy. 

## Låtlista
7" vinyl:
1. Love Glove (Single edit) - 4:00
2. She's a Machine - 4:50

## Medverkande
- Steve Strange (sång)
- Rusty Egan (trummor, elektrisk trumprogrammering)
- Steve Barnacle (bas, synthesizer)
- Andy Barnett (gitarr)
- Marsha Raven (andrasång)
- Karen Ramsey (andrasång)
- Rose Patterson (andrasång)